# Adriatische Platte

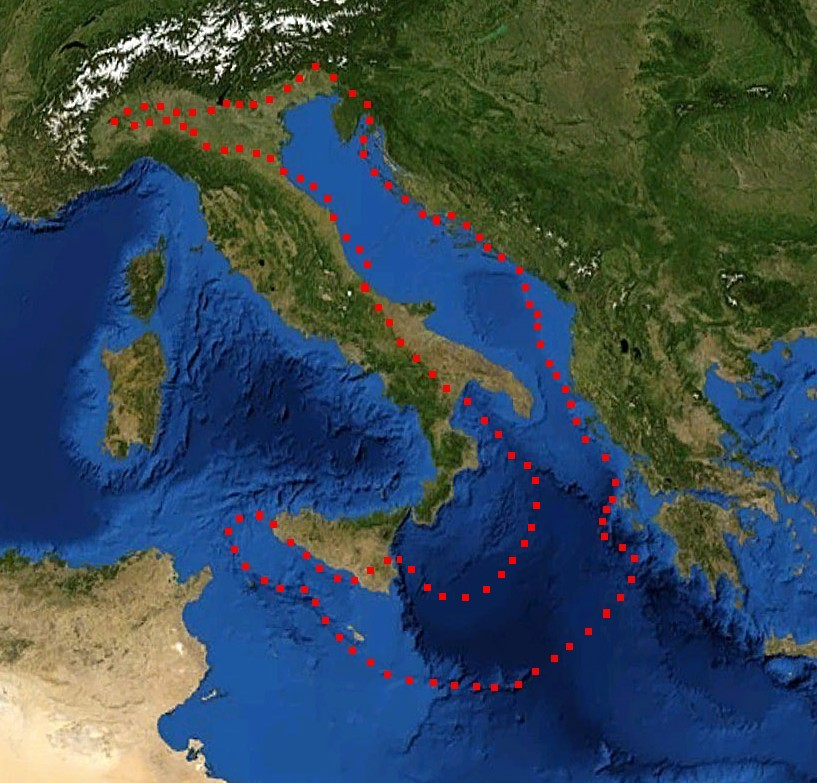
Grenzverlauf Apulische Platte

Als Adriatische Platte (auch: Apulische Platte, Adriasporn und Adriatischer Indenter) wird in der Plattentektonik ein Kontinent (im geologischen Sinn) bezeichnet, dessen Kollision mit dem Kontinent Eurasien zur Bildung von Alpen, Apennin und Dinariden geführt hat. Während der lang dauernden Subduktion unter die Eurasische Platte – sie begann vor 100 bis 120 Ma – ist ein Großteil des ehemaligen tatsächlichen Kontinents „Groß Adria“ (engl. „Greater Adria“) bis 1500 km tief im Oberen Mantel unter die Erdkruste subduziert worden. Seine Ränder sind durch die Konvergenz mit der Eurasischen Platte stark deformiert. Auch für Geologen war der „Kontinent Adria“ durch die starken Überschiebungen, Brüche und Biegungen bis vor wenigen Jahren noch nicht eindeutig. Sie ist ein Teil des komplizierten Mosaiks der beiden Mikroplatten im Mittelmeerraum mit aktiver, wenn auch begrenzter Subduktion. Die Adriatische Platte ist eine konvergierende kontinentale Platte, die in den Süddinariden (Montenegro) unter die Eurasischen Platte subduziert, aber ihre Subduktions-Polarität in den Verbindungen Alpen-Apenninen und Alpen-Dinariden wechselt und in den Ost-Alpen die obere, im Apennin und den Dinariden die untere Platte bildet.
Eine weitere Subduktion erfolgt auf der Westseite der Adriatischen Platte im Apennin. Aufgrund der gegengerichteten Bewegung nach Westen dehnt sich der Apennin, er wird hierdurch niedriger und schrumpft. Die Dinariden werden dagegen eingeengt und wachsen in die Höhe.
Die andauernde gegen den Uhrzeigersinn läufige Rotation der Adriatischen gegen den europäischen Teil der Eurasischen Platte, die sich an der Erdoberfläche durch tektonische Lineamente zeigen, ist auch heute noch Auslöser zahlreicher Erdbeben wie dem Erdbeben von Friaul 1976 oder dem Erdbeben in Montenegro 1979 (Mw 7,2), das ebenfalls einen Tsunami auslöste, der 15 km entlang der Montenegrinischen Küste Häuser mitriss sowie das Erdbeben bei Zagreb 2020 (Mw 5,4).

## Ausdehnung
Die Adriatische Platte umfasst einen Teil der Italienischen Halbinsel inklusive der nördlichen Adria mit der slowenisch-kroatischen Halbinsel Istrien, den Westteil des Dinarischen Gebirges, einen Großteil der Ostalpen und die Südalpen. In den Alpen sind Teile der Adriatischen Platte in der Form von tektonischen Decken auf die europäische Kruste überschoben und bilden als Ostalpin den größten Teil der Erdoberfläche in den Ostalpen.

## Bedeutung
Im Rahmen der Erforschung der Alpen wurden zahlreiche Modelle entwickelt, um den komplizierten tektonischen Aufbau der Alpen mit dem Modell der Plattentektonik zu erklären. Eines der Konzepte, das während dieser Forschungen entwickelt wurde, ist das eines um die heutige Adria zentrierten Mikrokontinents, der mit der Eurasischen Platte zusammenstieß. Nach heutigem Kenntnisstand war diese Adriatische Platte keine eigenständige Platte, sondern ein spornartig nach Norden ragender Teil der größeren Apulischen Platte. Die Bezeichnung wird dennoch weiterhin im Rahmen regionalgeologischer Betrachtungen gebraucht, oft als Synonym für die Apulische Platte.

## Entstehung
Der südliche Teil der Apulischen Platte lag zu Beginn der Trias am Nordrand der Afrikanischen Platte. Der nördliche Teil befand sich, durch den so genannten Meliata-Ozean vom südlichen Teil getrennt, am Südrand des europäischen Kontinents. Ab der Obertrias trennte sich der Südteil der Apulischen Platte von der Afrikanischen Platte, und mit der Öffnung des Piedmont-Ligurischen Ozeans (alpine Tethys) ab dem Jura auch der Nordteil der späteren Apulischen Platte von Europa. Nach der Trennung erfolgte eine in sich differenzierte Rotation der einzelnen Teile: paläomagnetische Messungen legen nahe, dass die Südalpen sich im Gegenuhrzeigersinn drehten, während das Ostalpin im Uhrzeigersinn rotierte und die Grauwackenzone mit den Nördlichen Kalkalpen nordwärts in Richtung Europäische Platte driftete.
In der Oberkreide hatte sich der Meliata-Ozean in der ersten Phase der alpinen Gebirgsbildung vollständig geschlossen, bei der die Decken der Nördlichen Kalkalpen übereinander gestapelt wurden. Erst jetzt existierte eine zusammenhängende Apulische Kontinentalplatte, deren Nordrand den Sporn der Adriatischen Platte bildete. Durch die anhaltende Schließung der Tethys wurde die Apulische Platte im Tertiär zum Teil auf den Rand der Eurasischen Platte überschoben (Alpen), zum Teil unter sie subduziert (Dinariden).

## Der Kontakt der Adriatischen mit der Europäischen Platte
Der nach der Alpidischen Gebirgsbildung heute vorliegende Kontakt der Adriatischen Platte mit der Europäischen wird als Subduktionskontakt oder als Suturzone (Erdnaht) mit darauffolgenden Blattverschiebungen gedeutet. Detaillierte seismische Profile der Erdkruste haben gezeigt, dass beide Ansichten ihre Berechtigung haben: tatsächlich wurde ein Teil der Europäischen Platte unter die Adriatische subduziert, eine große Rolle bei der Ausbildung des Kontaktes der Platten in der Periadriatischen Naht und der Save-Linie spielen darüber hinaus steile Rück-Überschiebungen, die sowohl europäisches Krustenmaterial als auch darauf überschobene Decken nach oben und Süden über die Adriatische Platte überschoben, und an denen gleichzeitig weitreichende Seitenverschiebungen stattfanden.